# Fraates I de Pàrtia
|  | Per a altres significats, vegeu «Fraates». |

Fraates I va ser rei de Pàrtia de l'any 181 aC al 173 aC. Era fill de Friapaci de Pàrtia, que va morir potser el 181 aC i Fraates I va ser proclamat rei.
Segons l'historiador Justí, després de llargues lluites, l'any 178 aC els amardis van quedar sotmesos als parts i al mateix temps es van expandir cap al regne oriental de Bactriana. Va conquerir les anomenades Portes Sarmàtiques que li obrien el pas cap a Mèdia. Al mateix temps va reforçar l'exèrcit davant les victòries que havia obtingut Antíoc IV, rei de l'Imperi Selèucida en les batalles contra Judea.
Fraates I va morir cap a l'any 173 aC en una batalla contra els selèucides, i el va succeir el seu germà Mitridates I el gran o el diví.